# 104210 Leeupton
104210 Leeupton è un asteroide della fascia principale. Scoperto nel 2000, presenta un'orbita caratterizzata da un semiasse maggiore pari a 2,8151256 UA e da un'eccentricità di 0,1397940, inclinata di 10,70784° rispetto all'eclittica.